# Józef Klejer

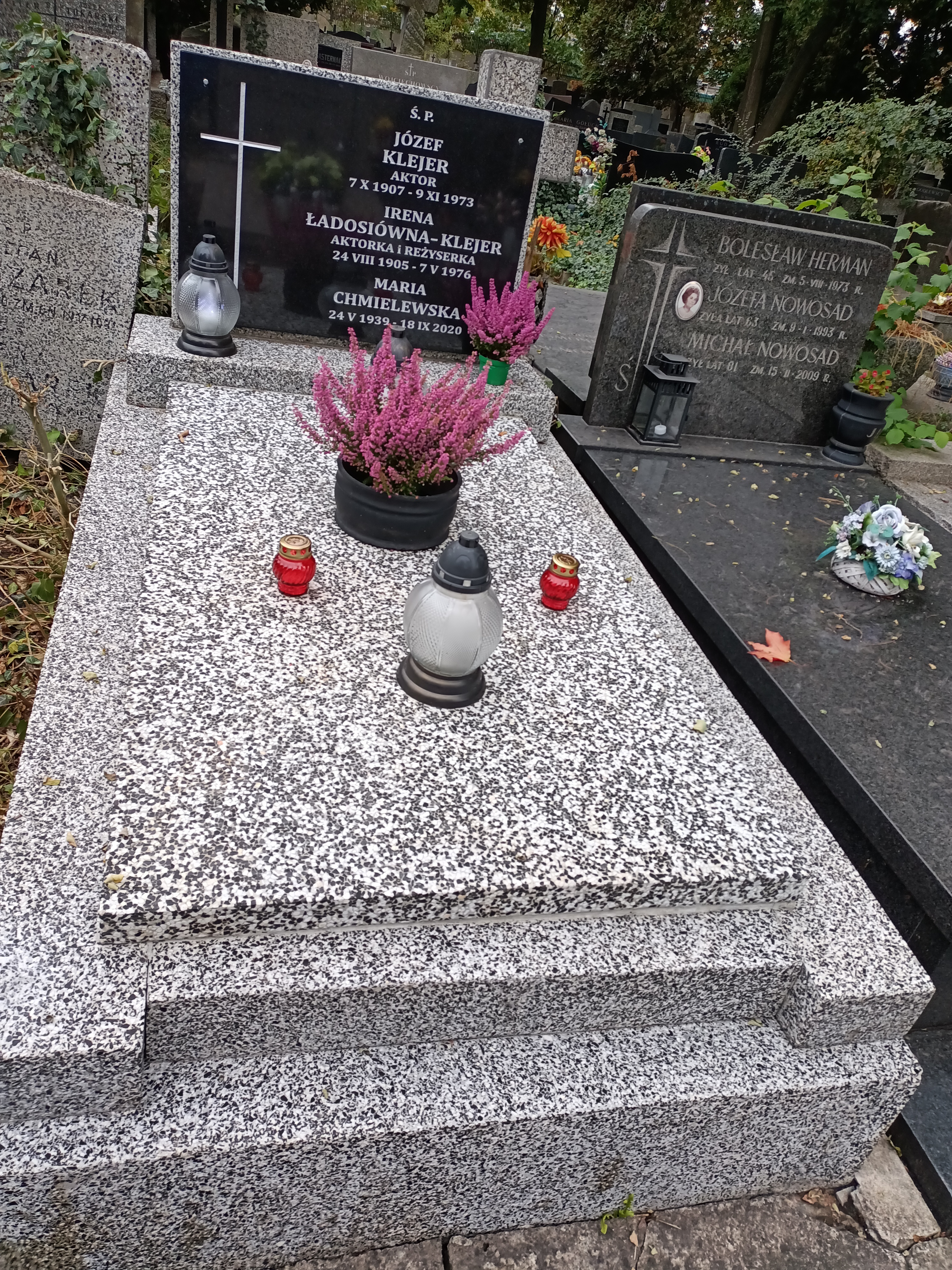
Grób Józefa Klejera na cmentarzu Wojskowym na Powązkach

Józef Klejer (ur. 7 października 1907 w Baranowiczach, zm. 9 listopada 1973 w Warszawie) – polski aktor teatralny i reżyser.

## Życiorys
Był synem Józefa i Eleonory Klejerów. W 1926 ukończył szkołę średnią i przez 3 lata studiował na Wydziale Humanistycznym Uniwersytetu Stefana Batorego w Wilnie. Jego żoną była Irena Ładosiówna, z którą ślub zawarł 13 września 1939. Była wówczas aktorką teatralną, a później także reżyserką.
W czasie II wojny światowej, na krótko zatrzymany przez Niemców jako zakładnik, pracował potem w lubelskiej kawiarni U Aktorów.
Zmarł w wieku 66 lat w Warszawie. Pochowany na cmentarzu Wojskowym na Powązkach (kwatera B36-6-13), gdzie spoczęła także jego żona Irena.

## Kariera sceniczna
Oficjalnie zadebiutował 19 marca 1927 r. na scenie wileńskiego Teatru Reduta, w przeróbce Cyda autorstwa Stanisława Wyspiańskiego. Inne spektakle z udziałem Klejera:
- 19 X 1927: Zemsta Aleksander Fredro, reż. Juliusz Osterwa
- 28 XI 1927: Sędziowie. Noc listopadowa – sceny dramatyczne Stanisław Wyspiański, reż. Iwo Gall – jako Dziad
- 5 II 1928: Sułkowski Stefan Żeromski, reż. Juliusz Osterwa
- 26 II 1928: Zaczarowane koło Lucjan Rydel, reż. Zygmunt Chmielewski – jako Kat
- 13 X 1928: Tamten Gabriela Zapolska, reż. Józef Karbowski
- 23 X 1928: Car Paweł I Dmitrij Mereżkowski, reż. Józef Karbowski – jako Gołowkin
- 11 XI 1928: Wyzwolenie Stanisław Wyspiański (wznowienie inscenizacji z 1925 r.)
- 21 II 1929: Adwokat i róże Jerzy Szaniawski, reż. Stefan Jaracz – jako Młodzieniec
- 19 IV 1929: Lato Tadeusz Rittner – jako Listonosz
- 2 V 1929: Uciekła mi przepióreczka Stefan Żeromski – jako Bukański
- 14 V 1929: Polka w Ameryce Stanisław Gabriel Kozłowski.

Na krótko (2 sezony) przeniósł się do pracy w Teatrze Polskim im. Arnolda Szyfmana w Warszawie. 16 maja 1934 r. wystąpił w sztuce Kajus Cezar Kaligula Karola Rostworowskiego, której reżyserem był Leon Schiller. Tuż przed wybuchem II wojny światowej znalazł się w Lublinie i wystąpił w przedstawieniu inauguracyjnym nowego sezonu Teatru Lubelskiego Dlaczego zaraz tragedia?.
Tuż po wyzwoleniu Lublina (koniec VII 1944 r.), zorganizował i stanął na czele tamtejszego Teatru Zrzeszenia Aktorskiego jako jego kierownik. Jako aktor i reżyser wystąpił w co najmniej 5 sztukach:
- 12 VIII 1944: Moralność pani Dulskiej Gabriela Zapolska – jako reżyser
- 29 VIII 1944: Jeńcy Lucjan Rydel, reż. Irena Ładosiówna – jako Dębiec
- 13 IX 1944: Muzyka na ulicy Peter Schurek – jako reżyser
- 3 X 1944: Grube ryby Michał Bałucki, reż. Maksymilian Chmielarczyk – jako Wistowski
- 27 X 1944: Uciekła mi przepióreczka Stefan Żeromski, reż. Irena Ładosiówna – jako Przełęcki.

Następne kilka miesięcy swej pracy (od XI 1944 do I 1945 r.) poświęcił dla Teatru Wojska Polskiego w Lublinie.
- 29 XI 1944: Wesele Stanisław Wyspiański, reż. Jacek Woszczerowicz – jako ojciec
- 6 I 1945: Dożywocie Aleksander Fredro, reż. Jan Kreczmar – jako Orgon.

Przez trzy kolejne sezony (od IV 1945 do V 1947 r.) występował na deskach tamtejszego Teatru Miejskiego.
- 14 IV 1945: Lekkomyślna siostra Włodzimierz Perzyński, reż. Karol Borowski – jako Olszewski
- 8 V 1945: Matura Laszlo Fodor, reż. Gustawa Błońska – jako dr Edmund Spin
- 26 VI 1945: Nasza żoneczka James Avery Hopwood, reż. Irena Ładosiówna – jako dr Eliot
- 24 VII 1945: Artyści Artur Hopkins i George Manker Watters, reż. Karol Borowski – jako Ackerman
- 26 X 1945: Zemsta Aleksander Fredro, reż. Zygmunt Chmielewski – jako Rejent Milczek
- 10 I 1946: Ich czworo Gabriela Zapolska, reż. Gustawa Błońska – jako Mandragora
- 16 III 1946: Przygody Ciapusia scen. i reż. Irena Ładosiówna – jako Głupi Maciuś
- 4 IV 1946: Nadzieja Herman Heijermanns, reż. Karol Borowski – jako Kaps
- 13 V 1946: Zamach Tadeusz Breza i Stanisław Dygat, reż. Gustawa Błońska – jako Carlo Raguza
- 23 VIII 1946: Ostrożnie – świeżo malowane Rene Fauchois, reż. Antoni Fertner – jako Cotillard
- 29 XI 1946: Przyjaciel nadejdzie wieczorem Jacques Companez i Yvan Noé, reż. Gustawa Błońska – jako dr Lestrade
- 31 XII 1946: Moja żona Penelopa Zdzisław Gozdawa i Wacław Stępień, reż. Irena Ładosiówna – jako Zeus
- 11 II 1947: Dom otwarty Michał Bałucki, reż. Gustawa Błońska – jako Wicherkowski
- 13 III 1947: Szczeniaki Ferdinand Roger, reż. Maksymilian Chmielarczyk – jako dyr. Liceum
- 17 IV 1947: Maria Stuart (dramat Juliusza Słowackiego), reż. Irena Ładosiówna – jako Botwel
- 13 V 1947: Adwokat i róże Jerzy Szaniawski, reż. Gustawa Błońska – jako Agent.

Następne dwa sezony teatralne (od X 1947 do VII 1949 r.) wiązały się z przeprowadzką do Warszawy i angażem w tamtejszych Miejskich Teatrach Dramatycznych (MTD):
- 21 X 1947: Ożenek Nikołaj Gogol, reż. Karol Borowski – jako Podkolesin (Teatr Rozmaitości)
- 10 II 1948: Chory z urojenia Molier, reż. Karol Borowski – w podwójnej roli: m.in. jako Argan (Teatr Rozmaitości)
- 1 V 1948: Strzały na ulicy Długiej Anna Świrszczyńska, reż. Irena Ładosiówna – jako Barczak (Teatr Miniatury)
- 6 X 1948: Faryzeusze i grzesznik Jerzy Pomianowski i Małgorzata Wolin, reż. Józef Maśliński – jako Dyrektor (Teatr Powszechny)
- 1 XII 1948: Zemsta Aleksander Fredro, reż. Jerzy Leszczyński – jako Rejent Milczek (Teatr Rozmaitości)
- 5 IV 1949: Szczygli zaułek George Bernard Shaw, reż. Eugeniusz Poreda – jako Syroliz (Teatr Mały)
- 2 VII 1949: Ciotunia[4] Aleksander Fredro, reż. Józef Maśliński – jako Szmbelan Kawalerski (Teatr Mały).

Na trzy sezony (od XII 1949 do VII 1951 r.) przeniósł się do Teatru Narodowego, w którym m.in. 13 XII 1949 r. pojawił się jako Propotiej, w sztuce Maksyma Gorkiego pt. Jegor Bułyczow i inni, w reżyserii Władysława Krasnowieckiego.
- 15 VII 1951: Sułkowski Stefan Żeromski, opieka reż. Leon Schiller – jako Kołomański.

Przez 5 lat (od VII 1952 do VI 1957 r.) swej pracy aktorskiej był związany z warszawskim Teatrem Ateneum:
- 19 VII 1952: Zbiegowie Halina Auderska, reż. Jerzy Ukleja – jako Komisarz Podstolego
- 23 VII 1953: Panna Maliczewska Gabriela Zapolska, reż. Janusz Warmiński – jako Daum
- 29 IV 1954: Ostatnia ofiara Aleksandr Ostrowski, reż. Władysław Sheybal – jako Sałaj Sałtanycz
- 31 XII 1954: Pojedynek John Galsworthy, reż. Janusz Warmiński – jako Hornblower
- 5 II 1955: Chatterton Alfred de Vigny, reż. Jerzy Kaliszewski – jako John Bell
- 1 XII 1956: Ich głowy Marcel Aymé, reż. Zdzisław Tobiasz – jako Lambourde
- 3 VI 1957: Pułapka na myszy (sztuka) Agatha Christie, reż. Zdzisław Janiak – jako p. Paravicini (Teatr Sensacji).

Ostatnie 16 lat (od VII 1957 do VI 1973 r.) spędził na deskach warszawskiego Teatru Ludowego, znanego przez kilka lat jako Praski Teatr Ludowy, w którym 24 II 1967 obchodził jubileusz 40-lecia pracy teatralnej
- 25 I 1958: Wielki człowiek do małych interesów[5] Aleksander Fredro, reż. Artur Kwiatkowski – jako Antoni
- 30 V 1958: Hotel Belle Vue Magdalena Samozwaniec, reż. Artur Kwiatkowski – jako Dyrektor
- 4 XII 1958: W małym domku Tadeusz Rittner, reż. Marian Wyrzykowski – jako Sędzia
- 14 III 1959: Zaczarowane koło Lucjan Rydel, reż. Zofia Modrzewska – jako Leśny Dziadek
- 23 VI 1959: Jonasz i Błazen Stanisław Broszkiewicz, reż. Józef Gruda – jako minister
- 20 XI 1959: Przyjaciele[6] Aleksander Fredro, reż. Stanisław Kwaskowski – jako Smakosz
- 15 VI 1960: Tajemniczy nieznajomy Walery Jastrzębiec-Rudnicki, reż. Stanisław Kwaskowski – jako Szarucki
- 1 IX 1961: Dwie miłości kapitana Kazimierz Barnaś, reż. Artur Kwiatkowski – jako Dawid Crown
- 25 XI 1961: Nowy Don Kiszot czyli Sto szaleństw[7] Aleksander Fredro, reż. Jerzy Rakowiecki – jako Kasztelan
- 17 II 1962: Sułkowski Stefan Żeromski, reż. Jerzy Rakowiecki – jako Venture
- 24 V 1962: Igraszki z diabłem Jan Drda, reż. Czesław Szpakowicz – jako diabeł Sarka-Farka
- 25 X 1962: Poemat pedagogiczny Anton Makarenko, reż. Jan Bratkowski – jako Selancjusz Ojczenasz
- 16 III 1963: Oszust oszukany, czyli Wolpone Ben Jonson, reż. Janusz Warnecki – jako Korwino
- 10 X 1963: Przygody dobrego wojaka Szwejka Jaroslav Hašek, reż. Jan Bratkowski – w potrójnej roli: Aresztowany, Chłop, Dziadek
- 7 III 1964:
  - Warszawianka Stanisław Wyspiański, reż. Jerzy Rakowiecki
  - Konfederaci barscy Adam Mickiewicz, reż. Jerzy Rakowiecki – jako Burmistrz miasta Krakowa
- 14 I 1965: Myszy i ludzie John Steinbeck, reż. Jan Bratkowski – jako Candy
- 16 X 1965: Niedopasowani Krzysztof Dzikowski i Wojciech Młynarski, reż. Jerzy Rakowiecki – jako Wujek socjolog I
- 8 I 1966: Kamienny świat Tadeusz Borowski, reż. Roman Kłosowski – jako Więzień
- 17 I 1967: Cyrano de Bergerac (utwór dramatyczny) Edmond Rostand, reż. Jerzy Rakowiecki – w podwójnej roli: Mieszczanin, Poeta
- 16 III 1967: Skazaniec Behan Brendan, reż. Jan Bratkowski – jako Sąsiad
- 5 XI 1967: Droga przez mękę Aleksiej Tołstoj, reż. Jerzy Rakowiecki – jako Partyzant I
- 7 XII 1968: Księżniczka Turandot Carlo Gozzi, reż. Stanisław Bugajski – jako Timur
- 20 XII 1969: Ucieczka z wielkich bulwarów Jarosław Abramow-Newerly, reż. Jan Kulczyński – jako Antoine.

## Telewizja
Za debiut można uznać jego występ 29 lipca 1955 r. na scenie Teatru Telewizji w sztuce Ballady i romanse Adama Mickiewicza, w roli Wojewody, w reżyserii Władysława Sheybala. Pozostałe dokonania aktorskie Klejera związane są także ze spektaklami Teatru Telewizji:
- 1957: Przygody Arsene'a Lupin, reż. Józef Słotwiński – jako kapitan statku
- 6 III 1958: Szatan z VII klasy Kornel Makuszyński, reż. Michał Bogusławski – jako Profesor Gąsowski
- IV 1958: Przygody ojca

- 12 IX 1960: Łuczniczka Jerzy Szaniawski, reż. Olga Lipińska
- 22 VII 1963: Henryk VI na łowach Wojciech Bogusławski, reż. Ireneusz Kanicki – jako Robert
- 11 VII 1970: Wakacje kata Jerzy Gierałtowski, reż. Zygmunt Hübner – jako Ksiądz.

## Film
Na ekranie kinowym po raz pierwszy pojawił się 20 lipca 1956 r. Debiutował jako kupiec Polas w baśni filmowej adresowanej do młodzieży pt. Warszawska Syrena.
- 11 V 1965: Głos ma prokurator, reż. Włodzimierz Haupe
- 7 IV 1967: Kontrybucja, reż. Jan Łomnicki – jako ksiądz udzielający ślubu Annie i Pawłowi

## Radio
19 maja 1949 r. debiutował, jako Borzikow, w słuchowisku reżyserowanym przez Kazimierza Rudzkiego, opartym na powieści Ojciec debiutantki Aleksandra Bondy, które zrealizowano pod auspicjami Teatru Polskiego Radia.
- 3 IX 1950: Kawaler Złotej Gwiazdy Siemion Babajewski, reż. Stefan Wroncki – jako ojciec Sergiusza
- 3 II 1951: Tkacze Gerhart Hauptmann, reż. Władysław Krasnowiecki – jako Heiber
- 3 III 1951: Komedyja rybałtowska nowa, reż. Aleksander Bardini – jako Dzwonnik
- 25 III 1951: Nowy Don Kiszot czyli Sto szaleństw Aleksander Fredro, reż. Irena Byrska – jako Postylion
- 27 IX 1953: Pamiętniki Jan Chryzostom Pasek i Hanna Januszewska, reż. Wanda Tatarkiewicz-Małkowska – jako Dworzanin
- 4 II 1955: Konfederaci barscy Adam Mickiewicz, reż. Jerzy Rakowiecki – jako Miecznik Litewski
- 13 VII 1957: Stacja pocztowa w Hulczy Joseph Conrad, reż. Natalia Szydłowska – jako Tomasz
- 17 IX 1957: Bal manekinów Bruno Jasieński, reż. Natalia Szydłowska
- 2 VIII 1960: Gwiazda wytrwałości Ksawery Pruszyński, reż. Wojciech Maciejewski – jako Ksiądz
- 16 X 1960: Dzień dobry, panie Chopin Hanna Januszewska, reż. Wanda Tatarkiewicz-Małkowska
- 17 I 1961: Deutsches Heim Helena Boguszewska i Jerzy Kornacki, reż. Wojciech Maciejewski – jako Zientara
- 23 V 1961: Wzgórze 35 Jerzy Lutowski, reż. Wojciech Maciejewski – jako Jan Pyrek
- 8 XI 1961: Stracony syn Aleksiej Arbuzow, reż. Wojciech Maciejewski – jako Mikołaj Ernestowicz Szwarc
- 1 II 1962: Podwórko Andrzej Jarecki, reż. Wojciech Maciejewski – jako Głos handlarza starzyzną
- 7 I 1963: Dziecinne lata Marian Brandys i Ludwika Woźnicka, reż. Wanda Tatarkiewicz-Małkowska
- 10 II 1963: Feniks i dywan Edith Nesbit, reż. Wanda Tatarkiewicz-Małkowska
- 16 VII 1964: Kwiecień Józef Hen, reż. Jerzy Rakowiecki – jako Kapelan
- 14 III 1965: Ferdynand Wspaniały Ludwik Jerzy Kern, reż. Wanda Tatarkiewicz-Małkowska – jako ojciec dzieci
- 27 VIII 1967: Moja dziewczyna Czingiz Ajtmatow, reż. Jerzy Rakowiecki – jako Armadżołow
- 9 I 1968: Jaszczur Honoré de Balzac, reż. Juliusz Owidzki – jako Canalis
- 2 IX 1969: Sarmatyzm Franciszek Zabłocki, reż. Jerzy Rakowiecki – jako Jan Chrzciciel Żegota
- 25 XII 1969: Wieczór Trzech Króli albo co chcecie William Shakespeare, reż. Jerzy Rakowiecki – jako Ksiądz
- 14 VI 1972: Miasto pełne ludzi Krystyna Broll-Jarecka, reż. Wojciech Maciejewski – jako Stary człowiek.

## Przebieg pracy
W trakcie swej 47-letniej kariery aktorskiej występował na deskach 13 teatrów w: Wilnie, Bydgoszczy, Poznaniu, Stanisławowie, Toruniu, Lublinie i Warszawie:
- Teatr Reduta (Wilno): 1926–1929
- Scena Robotnicza PPS: 1926–1929 (współpraca)
- Teatr Miejski w Bydgoszczy : 1929–1932
- Teatr Polski im. Arnolda Szyfmana w Warszawie : 1933–1934
- Teatr Pokucko-Podolski (Stanisławów): 1934–1936
- Teatr Miejski (Sosnowiec): 1937–1938
- Teatr Ziemi Pomorskiej (Toruń): 1937–1939
- Teatr Miejski (Lublin): 1939
- Teatr Zrzeszenia Aktorskiego (Lublin): 1944 – jako kierownik do 28 X
- Teatr Wojska Polskiego (Lublin): 1944–1945
- Teatr Miejski (Lublin): 1945–1947
- Miejskie Teatry Dramatyczne (Warszawa): 1947–1949
- Teatr Narodowy (Warszawa) : 1949–1951
- Teatr Ateneum w Warszawie : 1952–1957
- Teatr Ludowy (Warszawa): 1957–1961 i 1967–1973
- Praski Teatr Ludowy: 1961–1967

Był aktorem charakterystycznym o dużej skali. Nazywano go mistrzem epizodu i przeobrażeń. Celował w tworzeniu charakterystycznych typów. Dzięki sugestywnej mimice i opanowanej do perfekcji sztuce charakteryzacji i transformacji, zaskakiwał niejednokrotnie wybornymi maskami i sylwetkami postaci, które przedstawiał.

## Ordery i odznaczenia
- Złoty Krzyż Zasługi (11 lipca 1955)[11]
- Medal 10-lecia Polski Ludowej (19 stycznia 1955)[12]